# Inocente Fernández-Abás
Inocente Fernández-Abás (Madrid, 1832 - Guadalajara, 8 de diciembre de 1890) fue un matemático, físico y político español. Era padre del también científico Lucas Fernández Navarro.
Inició sus estudios en la Facultad de Ciencias de la Universidad Central de Madrid en 1849. En 1859 fue nombrado por Real Orden catedrático de Física y Química en el Instituto Brianda de Mendoza de Guadalajara. Desde 1863 ocupó, por traslado, la cátedra de Matemáticas en el mismo Instituto y fue director del centro desde 1871 hasta 1876.
Fue firmante del Pacto Federal Castellano en 1869 en representación de la provincia de Guadalajara y perteneciente al Partido Republicano Federal. 
Falleció en Guadalajara el 8 de diciembre de 1890.

## Obras
Memoria del Instituto Provincial de Segunda Enseñanza de Guadalajara, leída en la solemne apertura del curso académico de 1873 a 1874 (1873).